# Ravn Alaska
Ravn Alaska, conosciuta sino al 2014 essenzialmente come "Era Alaska", è una compagnia aerea regionale con base ad Anchorage, Alaska. Opera voli come partner di Alaska Airlines dall'Aeroporto Internazionale di Anchorage (hub principale).

## Storia
"Era Alaska" (o "Frontier Alaska") era in nome commerciale che dalla primavera 2009  raggruppava assieme Arctic Circle Air Service, ERA Aviation/Jet Alaska, Frontier Flying Service e Hageland Aviation Services. La principale componente fu ERA Aviation, la divisione velivoli ad ala fissa di ERA Helicopters creata nel giugno 1988 ed anche conosciuta come "Jet Aviation" per la tipologia dei velivoli più aggiornati.
All'inizio del 2014 il nome commerciale fu sostituito da quello "Ravn Connect" e tale mantenuto fino all'aprile 2020. I motivi erano due: tutto ciò che costituiva ERA Aviation fu riunito sotto il nome legalmente registrato Corvus Airlines Inc. che intraprese un proprio e diverso percorso. Di conseguenza le attività di volo rimaste in "Ravn Connect" erano ormai svolte quasi esclusivamente da Hageland, divenuta nel 2009 una sussidiaria di HoTH, che volava eminentemente con Beechcraft 1900.
Nel novembre 2020 fu ripristinata la denominazione commerciale Ravn Alaska anche le attività di linea si ridussero al minimo e la flotta, che includeva anche Bombardier DHC 8, è stata essenzialmente utilizzata per charter.

## Programmi televisivi
Era Alaska compare nella serie televisiva di Discovery Channel Alaska, gli eroi dell'aria (titolo originale Flying Wild Alaska).

## Flotta
| Tipo di aereo                     | In flotta | Capienza passeggeri |
| --------------------------------- | --------- | ------------------- |
| Beechcraft 1900C                  | 17        | 9-19                |
| Beechcraft 1900D                  | 3         | 19                  |
| Bombardier De Havilland DHC-8-100 | 7         | 29-37               |
| Cessna 207 Stationair             | 15        | 9                   |
| Cessna 208 Caravan                | 15        | 9                   |
| Cessna 180 Skywagon               | 1         | 5                   |
| Piper PA-31 Chieftain             | 11        | 8                   |
| Reims-Cessna F406 Caravan II      | 4         | 9                   |
| Short 330 Sherpa                  | 2         | Cargo               |
| Short C-23 Sherpa                 | 1         | Cargo               |
| Totale                            | 74        | N/A                 |